# Уолстром, Ричард
Ричард Уэйн Уолстром (англ. Richard Wayne Wahlstrom; 8 ноября 1931, Сиэтл, Вашингтон — 18 декабря 2003, Эдмондс, Вашингтон) — американский гребец, выступавший за сборную США по академической гребле в начале 1950-х годов. Бронзовый призёр летних Олимпийских игр в Хельсинки, победитель и призёр регат национального значения.

## Биография
Ричард Уолстром родился 8 ноября 1931 года в Сиэтле, штат Вашингтон.
Занимался академической греблей во время учёбы в Вашингтонском университете в Сиэтле, состоял в местной гребной команде «Вашингтон Хаскис», неоднократно принимал участие в различных студенческих регатах.
Наивысшего успеха в гребле на международном уровне добился в сезоне 1952 года, когда вошёл в основной состав американской национальной сборной и благодаря череде удачных выступлений удостоился права защищать честь страны на летних Олимпийских играх в Хельсинки. В составе экипажа-четвёрки с рулевым в финале пришёл к финишу третьим позади команд из Чехословакии и Швейцарии — тем самым завоевал бронзовую олимпийскую медаль.
В 1967 году женился на Кэрол Гржех.
Впоследствии увлёкся альпинизмом, совершил несколько восхождений на гору Рейнир.
Умер 18 декабря 2003 года в Эдмондсе в возрасте 72 лет.